# Recupel
 (octobre 2014).
Si vous disposez d'ouvrages ou d'articles de référence ou si vous connaissez des sites web de qualité traitant du thème abordé ici, merci de compléter l'article en donnant les références utiles à sa vérifiabilité et en les liant à la section « Notes et références ».
Recupel est une organisation belge chargée de la collecte et du recyclage d'appareils électriques et électroniques. 
L’association a été créée afin de soutenir l’obligation légale de reprise de ces appareils. Il s’agit de la législation qui exige que tout commerçant qui met sur le marché belge un appareil électrique ou électronique prenne également en charge la collecte et le traitement des appareils usagés. Voilà pourquoi Recupel travaille en étroite collaboration avec, entre autres, les commerçants, les communes et les centres de réutilisation pour le transport et le traitement écologique des appareils usagés. Ses activités sont financées par la cotisation Recupel que les clients payent à l’achat d’un nouvel appareil. 
En 2013, Recupel a collecté près de 116 000 tonnes d’appareils ménagers usagés, ce qui représente une augmentation de 3,25 % par rapport à 2012.

## Objectifs européens
Selon l’Union européenne, les États membres devront collecter annuellement, d’ici 2019, 20 kg de vieux appareils électro par habitant. Actuellement, la quantité minimale est de 4 kg. En Belgique, on en collecte déjà plus de 10 kg par habitant. Au total, 47 % de tous les appareils ménagers usagés sont traités par Recupel. 23 % supplémentaires sont bien identifiés, mais suivent un autre chemin (ils atterrissent par exemple dans la presse à déchets, partent pour l’exportation ou sont emmenés avec les déchets ménagers). Les 75 000 tonnes de déchets restants échappent à un traitement approprié.